# Гаврин, Александр Сергеевич
Александр Сергеевич Гаврин (род. 1953) — российский государственный деятель. Министр энергетики РФ (2000—2001). Кандидат социологических наук.

## Биография
Родился 23 июля 1953 года в селе Орлово Мелитопольского района Запорожской области.
В 1972 году окончил Запорожский техникум электрических приборов.
С 1972 по 1974 год проходил службу в Советской Армии.
С 1974 по 1979 год работал контролёром и контрольным мастером на заводе «Радиоприбор».
С 1979 по 1980 год в киевском НИИ имени М. Мануильского.
В 1980 году назначен инженером-конструктором Киевского завода «Генератор», а в 1981 году — техником-наладчиком пусконаладочного управления № 427 в том же городе.
В 1983 году переезжает в город Когалым и там работает: с 1983 года — электромонтёром по ремонту электрооборудования нефтегазодобывающего управления «Повхнефть»; с 1988 года — инженером и руководителем группы по контролю за эффективным использованием материально-технических и трудовых ресурсов ПО «Когалымнефтегаз».
В 1989 году вступает в должность председателя профсоюзного комитета ПО «Когалымнефтегаз».
В 1992 году окончил Тюменский индустриальный институт.
В ноябре 1993 года назначен главой администрации города Когалым.
25 октября 1996 года избран мэром Когалыма.
В 1996 году окончил Тюменский государственный нефтегазовый университет.
19 мая 2000 года после реорганизации ведомства назначен министром энергетики РФ. Отправлен в отставку в связи с энергетическим кризисом в Приморском крае.
В мае 1999 года на учредительном съезде был избран членом Президиума политсовета общественно-политического блока «Вся Россия».
14 марта 2001 года избран членом Совета Федерации от администрации Тюменской области. Работал в Комитете по природным ресурсам и охране окружающей среды. В этой должности он работал до 23 марта 2005 года.
В 2001 году защитил в Тюменском государственном нефтегазовом университете докторскую диссертацию на тему «Социальное управление северным городом: Детерминанты, модели, механизмы».

## Награды и звания
Награждён Орденом Почёта (1995).
Награждён Почётными грамотами Совета Федерации, Тюменской областной думы. Почётный гражданин города Когалым.
Кандидат социологических наук.

## Семья
Женат. Есть сын Гаврин Тимур Александрович и дочь Гаврина Александра Александровна
Его двоюродная сестра Собянина Ирина Иосифовна (в девичестве Рубинчик) была женой Сергея Собянина, бывшего главой администрации города Когалым, нынешнего мэра Москвы.